# روجر د. أبراهامز
روجر د. أبراهامز (بالإنجليزية: Roger D. Abrahams)‏ هو عامل في التراث الشعبي أمريكي، ولد في 12 يونيو 1933 في فيلادلفيا في الولايات المتحدة، وتوفي في 21 يونيو 2017.